# Juan Verduzco
Juan Alberto Verduzco Ramonfaur (Città del Messico, 28 gennaio 1946 – Città del Messico, 4 marzo 2024) è stato un attore messicano.

## Biografia
Il suo ruolo più famoso fu l'interpretazione di Don Camerino nella serie La familia P. Luche.

## Filmografia

### Televisione
- Mundo de juguete - serie TV (1974)
- Gotita de gente - serie TV (1978-1979)
- Anche i ricchi piangono - serie TV  (1979-1980)
- Sandra y Paulina - serie TV (1980)
- Caminemos - serie TV  (1980)
- Déjame vivir - serie TV (1982)
- La Fiera - serie TV  (1983)
- Rosa selvaggia - serie TV (1987)
- Dr. Cándido Pérez - serie TV (1987-1993)
- Mi segunda madre - serie TV (1989)
- Agujetas de color de rosa - serie TV (1994)
- Maria José - serie TV (1995)
- Pobre niña rica - serie TV (1995)
- La culpa - serie TV (1996)
- La familia P. Luche - serie TV (2002-2004,2007,2012)
- ¡Vivan los niños! - serie TV (2002)
- Velo de novia - serie TV (2003)
- Bajo la misma piel - serie TV (2003)
- Amy, la niña de la mochila azul - serie TV (2004)
- La fea más bella - serie TV (2004)
- Vecinos - serie TV (2005-2007)
- Duelo de pasiones - serie TV (2006)
- Destilando Amor - serie TV (2007)
- Amor sin Maquillaje - serie TV (2007)
- Alma de hierro - serie TV (2008)
- Atrévete a soñar - serie TV (2009)
- Para volver a amar - serie TV (2010)
- Una familia con suerte - serie TV (2011)
- Cachito de Cielo - serie TV (2012)
- Amores verdaderos - serie TV (2012)
- Corazón indomable - serie TV (2013)
- Por siempre mi amor - serie TV (2013)
- Como dice el dicho - serie TV (2013)
- La gata - serie TV (2014)
- El hotel de los secretos - serie TV (2016)
- Un camino hacia el destino - serie TV (2016)
- La doble vida de Estela Carrillo - serie TV (2017)
- Mi adorable maldición - serie TV (2017)
- Tenías que ser tú - serie TV (2018)
- Y mañana será otro día…  - serie TV (2018)
- Ringo - serie TV (2019)
- Hasta el fin del mundo - serie TV (2014)
- Te doy la vida - serie TV (2020)
- Una familia de diez - serie TV (2020)
- Esta historia me suena - serie TV (2022)